# Cyclosa yaginumai
Cyclosa yaginumai är en spindelart som beskrevs av Biswas och Dinendra Raychaudhuri 1998. Cyclosa yaginumai ingår i släktet Cyclosa och familjen hjulspindlar.
Artens utbredningsområde är Bangladesh. Inga underarter finns listade i Catalogue of Life.